# Илија Петровић (историчар)
Илија Петровић (Косор, код Подгорице, 6. септембар 1938) српски је историчар и публициста. Бави се српском историјом новијега времена.
Био је министар комуникација у влади Републике Српске Крајине.

## Биографија
Основну школу је похађао на Ублима (код Подгорице) и Пашићеву (Змајеву), нижу гимназију са малом матуром у Змајеву, а велику матуру положио је у Новом Саду, у Другој вишој мешовитој гимназији 'Јован Јовановић Змај' (јуна 1956). Студирајући ванредно, дипломирао је на Филозофском факултету у Новом Саду, на групи за историју (јануара 1967).”
Његов је брат др Драгољуб Петровић, лингвист, а братанац је познати српски теолошки јавни говорник Мирољуб Петровић.
„Цео радни век (1956-2000, од приправника до директора и саветника) провео у ПТТ саобраћају, за чије је образовне потребе израдио два уџбеника из међународног поштанског саобраћаја. Својим саопштењима учествовао на већем броју стручних скупова у оквиру Заједнице ЈПТТ, а неколико текстова објављено му је у стручном часопису ПТТ саобраћај у Београду.
Један од покретача, власника и уредника новосадске Самоуправе, првих приватних новина у Србији постброзовске ере (1986-1990). Године 1989, још увек у условима једнопартијског система, члан Иницијативног одбора за формирање Савеза радикалних демократа у Новом Саду, прве изванкомунистичке политичке странке у Србији новијег времена. Главни и одговорни уредник Српске Земље, гласила Српског националног вијећа Славоније, Барање и Западног Срема (1991-1992).
Од 1994. објавио више од стотину књига, а за разне стручне часописе написао приближно толико дужих или краћих текстова, углавном са тематиком из српске историје с почетка и краја XX века; за Енциклопедију Новог Сада написао стотинак прилога: о личностима значајним за националну и културну историју Новог Сада, о српским добровољцима у ослободилачким ратовима 1912-1918, о ПТТ саобраћају, о планинарима; сарадник у првој књизи Српског биографског речника (А-Б); открио један забрањени Зборник Матице српске за друштвене науке (из 1959); на светло дана изнео забрањену књигу "Хрвати у светлости историске истине", Београд 1944, потписану “презименом” Псуњски, дешифровао овај псеудоним и научној и стручној јавности представио њеног аутора Велишу Раичевића (Трепча, код Андријевице, 1903 - Београд, 1972).
Како је то запажено у неким рецензијама или приказима његових књига, у обради појединих тема, користећи се расположивом литературом и објављеним историјским изворима, као и консултовањем познате архивске и релевантне музеолошке грађе, он на себи својствен начин, необичном методологијом и композицијом, успева да зађе у тамну страну оних делова наше новије историје за које се сматрало да су без затамњења. Настојање да од још увек живих учесника неког догађаја сазна појединости које нису забележене а без којих би слика тих догађаја била непотпуна, представља га не само као вредног истраживача, већ и као крајње савесног историчара. Снагом аргумената, поштовањем чињеница, он увек успева да заокружи целину из које се јасно могу сагледати историјски токови на српским народносним подручјима. У његовим књигама, увек болно оштрим али и увек веома инспиративним, лако се уочавају грешке и промашаји националне политике, у којима он налази одговор на питање како је дошло до страдања и пропадања српског народа, а у нашем времену, данас, и до нестајања истог тог народа и његове државе. За будуће истраживаче и тумаче новије српске историје, његове књиге представљаће незаобилазно штиво.
Своје радове он објављује у уверењу да ће то подстаћи “историчаре од каријере” да се најзад “умешају у свој посао” и пред преосталим Србима бар истакну смислена питања пре него што их стихијски одговори на српско питање не учине заувек бесмисленим.
Његови радови писани су јасним језиком, тако да откривеним историјским истинама увек могу задовољити радозналост бројних читалаца, док је истовремено један део тог читалишта изненађен чињеницама које су годинама или деценијама скриване. Један од уредника његових књига написао је да му је свака реченица, “ма колико била дуга, јасна, прецизна, умивена и лишена сваке двосмислености. Ако би му неко приговорио због нечега што је написао, он се никад неће моћи 'вадити' на грешку у формулацији, на недореченост или на недовољну прецизност у изразу”. Без намере да његов језички израз карактерише “оним оценама које се изричу уз дело великих српских интелектуалаца, какви су, на пример, Слободан Јовановић или Радован Самарџић” тај ће уредник написати да се “већ из онога што је речено, види да он у свом стилском исказу непогрешиво следи линију тог најфинијег српског интелектуалног соја. Многе деонице његових текстова имају релевантне карактеристике књижевног дискурса”. А један од рецензената његових књига записао је да их одликује “андрићевски књижевни израз”.
На дан кад је отишао у пензију, 31. марта 2000. године, у Главној пошти у Новом Саду нашао се у продаји пригодни коверат са његовим ликом, а истога дана, у истој тој пошти био је у редовној употреби и пригодни поштански жиг са његовим ликом; тек неколиким личностима у Другој и Трећој Југославији припало је овакво признање за живота.”

## Дела

### Књиге
- Међународна поштанска служба, Нови Сад 1966, стр. 157
- Међународни поштански промет, Загреб 1968
- Змајево 1973, Змајево 1974, стр. 65-85
- Змајево - Прилози за монографију, Змајево 1979, стр. 9-15, 48-66. и 77-136
- Планинари о планинарењу - Од Фрушке горе до Монблана (у коауторству са Боривојем Вељковићем), Нови Сад 1990, стр. 286
- Присаједињење Срема Србији 1918. године, Рума 1994, стр. 80
- Петровић, Илија (1994). Српско национално вијеће Славоније, Барање и Западног Срема. Нови Сад: Цветник.
- Петровић, Илија (1996). Од вијећа до републике: Славонија, Барања и Западни Срем. Нови Сад: Цветник.
- Војводина Српска 1918, Нови Сад 1996, стр. 374
- Српска Земља - Прилози за одговор на српско питање, Нови Сад 1997, стр. 309
- Верници Отаџбине - Српски добровољци из прекоморских земаља 1912-1918, Нови Сад 1998, стр. 436
- Левица и Српство 1848-1919, Нови Сад 1999, стр. 397
- Свети српски ратници и прочи, Нови Сад 1999, стр. 214
- Срем 1918 - Од Сирма до Србије, Нови Сад 1999, стр. 192
- Добровољачка колонија Степановићево (у коауторству са Васом Колаком), Нови Сад 1999, стр. 126
- Старинци и новци, Нови Сад 2000, стр. 175
- Степановићево - Прилог за монографију, Нови Сад 2000, стр. 310
- Српски добровољци 1912-1918 - Бројке и судбина, Нови Сад 2001, стр. 151
- Временик Телекијеве владе - 16. фебруар 1939 - 3. април 1941, Нови Сад 2001, стр. 120
- Керци у Пашићеву - Прилог за монографију, Нови Сад 2002, стр. 556
- Ластари сомборског учитељишта, Нови Сад 2003, стр. 133
- Српска Крајина - Март-јун 1992, Нови Сад 2003, стр. 427
- Керски именослов, Нови Сад 2003, стр. 169
- Непознати 27. март (у коауторству са Василијем Матићем), Нови Сад 2004, стр. 5-172
- Споменица новосадске ПТТ школе, Нови Сад 2004, стр. 248
- Бродоломници под Медово, Нови Сад 2004, стр. 95
- Обзорја - Споменица Планинарског друштва “Поштар” Нови Сад, Нови Сад 2005, стр. 544
- Поменик светих српских ратника 1912-1918, стр. 308
- Са свих страна српски добровољци 1912-1918, стр. 298
- Новосадска гимназија Змај-Јовина - Нараштај 1951-1956; Наставници, Нови Сад 2006, стр. 224
- Прилози за Енциклопедију Новог Сада, Нови Сад 2006, стр. 331
- Демократија с наличја (у коауторству са Драгољубом Петровићем), Ваљево/Београд/Србиње 2006, стр. 348
- Српска Крајина - Јул-октобар 1992, Нови Сад 2007, стр, 429
- Бродоломници под Медово (друго проширено и поправљено издање), Нови Сад 2007, стр. 142
- Странпутице српскога питања, Нови Сад 2007, стр. 370
- Медицинске мисије на српским ратиштима 1912-1918, Нови Сад 2008, стр. 138
- Ка пореклу Дрекалову: По књигама староставним, Нови Сад 2009, стр. 301
- Степановићево 1919-1945(Друго поправљено издање), Нови Сад 2009, стр. 318
- Наставници новосадске гимназије 1731-1960, Нови Сад 2010, стр. 381
- Црногорска похара Куча, Прво издање, Подгорица 2010, стр. 296
- Српски добровољци из Херцеговине и Босне 1912-1918: Прекоморске земље, Нови Сад 2010, стр. 82
- Добровољци из Русије у Српско-турском рату 1876, Нови Сад 2010, стр. 136
- Шкотске жене уза Србе 1914-1918, Нови Сад 2010, стр. 122
- Српска Крајина - Новембар 1992-фебруар 1993, Нови Сад 2010, стр. 422
- Шкотске жене уза Србе 1914-1918, Нови Сад 2010, стр. 122
- Црногорска похара Куча, Друго издање, Подгорица 2011, стр. 338
- Српско питање на низбрдици, Нови Сад 2012;
- Изазови српскога питања, Нови Сад 2013;
- Повесна читанчица, Нови Сад 2013.
- Прогон слободне речи : Помиримо пријатеље - непријатељи су смирени, Подгорица 2013;
- Потрага за истином, Нови Сад 2014;
- Заслужници и опаске, Београд 2014;
- Бродоломници под Медово, пригодно издање, Подгорица 2015;
- Најгори ђаци, Београд 2015;
- Слепило властодржачко : Србија против српских добровољаца 1912-1918, Београд 2016;
- Црногорске и брдске, Подгорица 2016;
- Ћерилица за ћирилицу : Срби против себе, Нови Сад 2016;
- Вијек сјећања : Страдање црногорских добровољаца под Медовом 1916 (у коауторству) Подгорица 2016;
- Србско писмо, Нови Сад 2016;
- Поменик светих србских ратника 1912-1918 : а. Прекоморске земље, друго проширено издање, Нови Сад 2017;
- Србски генетски код, Нови Сад 2017;
- Црногорска похара Куча 1856 : Кратки преглед, Нови Сад 2017;
- Вечита деца, Нови Сад 2017;
- Извори црногорствујућег антисрбизма 1914-1919, Нови Сад 2018;
- Ка пореклу Дрекалову : По књигама староставним, друго проширено издање, Нови Сад 2018;
- Војводина Српска 1918, друго пригодно издање, Београд 2018;
- Српско национално вијеће Славоније, Барање и Западног Срема, друго проширено издање (прва књига из едиције Српска Крајина 1990-1995), Београд 2018;
- Срем 1918 : Од Сирма до Србије, друго проширено, пригодно издање, Нови Сад 2018;
- Неприметни записи, Нови Сад 2018;
- Српски добровољци из Српске Крајине и Хрватске : а. Прекоморске земље, Нови Сад 2018;
- Срем 1918 : Од Сирма до Србије, треће, пригодно издање, Рума 2018;
- Изворишта србскога страдања, Нови Сад 2019;
- Срби на Голготе вису, Горњи Милановац 2019.
- Демократија с наличја, друго проширено издање (у коауторству са Драгољубом Петровићем), Нови Сад 2019;
- Славонија, Барања и Западни Срем : Од Вијећа до Републике, друго измењено издање, Београд 2019;
- Српска Крајина - Март-јун 1992, друго измењено издање, Београд 2019;
- Српска Крајина - Јул-октобар, друго измењено издање, Београд 2019;
- Српска Крајина : Новембар 1992 - фебруар 1993, друго измењено издање, Београд 2019;
- Неодговорна писма, Нови Сад 2020;
- Србско питање, Нови Сад 2020;
- Изворишта србскога страдања, друго проширено издање, Горњи Милановац 2020;
- Степановићево 1920-1945, проширено, пригодно издање, Нови Сад 2020;
- Интересно једноумље, Нови Сад 2020;
- Поменик медицинског особља са стране 1912-1918, Нови Сад 2020;
- Записи са западне стране: 1990 - Ивањдан 1991, Београд 2021;
- Записи са западне стране: Ивањдан 1991 - Никољдан 1991, Београд 2021;
- Записи са западне стране: Појутарје Никољадне 1991 - Јун 1992, Београд 2021
- Записи са западне стране: Јун 1992 - Мај 1993, Београд 2021;
- Записи са западне стране: Мај 1993 - Децембар 1995, Београд 2021;
- Крајишки споменар, 2021.
- Племе Кучи: По књигама староставним, Подгорица;
- Питања за једнокњижнике, Београд 2021;
- Извори црногорствујућег антисрбизма 1914-1919, друго измењено издање, Подгорица;
- Кривци и правци, Београд 2021;
- Поробљена земља, Београд 2021;
- Цртице брозоморне, Горњи Милановац 2021;
- Србска жртва, Београд 2022;
- Небеска Србија, Београд 2022;
- Угрожена врста, Београд 2022;
- Неодговорна власт, Нови Сад 2022;
- Почетни народ-мајка, Нови Сад 2022;
- Крајишки именослов, Београд 2022;
- Историокази, Нови Сад 2023;
- Хрватска уљудба, Нови Сад 2023;
- Арбанаси на Србској Земљи, Горњи Милановац 2023;
- Корени и душа, Нови Сад 2023;
- Вештина могућег, Нови Сад 2023;
- Антисе(р)бизам, Нови Сад 2024;
- Истинословље, Нови Сад 2024;
- Музеј србских заблуда, Нови Сад 2024.

### Други радови
- Барања и Западни Срем на путу ка Српској Земљи, Присаједињење Војводине Краљевини Србији 1918, Зборник радова са научног скупа одржаног 25. новембра 1992. године у Новом Саду поводом седамдесет четврте годишњице присаједињења Војводине Краљевини Србији 1918, Нови Сад 1993, 141-158.
- Избеглиштво без повратка, Годишњак Историјског музеја Војводине, Нови Сад 1993, 29-39.
- О ауторству књиге “Хрвати у светлости историске истине”, Рад Музеја Војводине број 36, Нови Сад 1994, 159-171.
- Чвор српско-италијанских односа, беседа на оснивачкој скупштини Друштва српско-италијанског друштва у Новом Саду 15. маја 1994 (објављено у ауторовој књизи Српска земља - Прилози за одговор на српско питање, Нови Сад 1997, 258-271).
- Један забрањени Зборник Матице српске, Зборник за историју Матице српске број 51/1995, Нови Сад 1995, 137-211.
- Српска Земља, прилог за Други конгрес српских интелектуалаца у Београду 22-23. априла 1994, Српско питање данас, Београд 1995, 183-188.
- Срем - исконска Српска Земља, Зборник Завичајног музеја Рума број И/1997, Рума 1997, 29-45.
- Војводину Српску и данас треба бранити, Часопис за културу, уметност и науку “Луча” Суботица свеска 9/98, Суботица 1998, 112-117.
- Српски добровољци у Првом балканском рату 1912-1913, саопштење на Међународном научном скупу Први балкански рат - искуства и поуке, у Дому Војске Југославије, Београд, 15. октобар 1997 (зборник радова није објављен).
- Драгутин Ј. Ристић - узорни српски ратни командант, Зборник Завичајног музеја Рума број ИИ/1998, Рума 1998, 141-171
- Српским добровољцима не да се да уђу у историјски оквир, саопштење на 'округлом столу' у Архиву Србије, Београд, 5. новембар 1998 (зборник радова није објављен).
- Речник туђица и мање познатих ријечи, Милорад Предојевић Мој Брскут, Нови Сад 1998, 470-479.
- Да ли је уморство српског језика већ наручено, Гласило Матице српске за културу усмене и писане речи “Језик данас” бр. 7, Нови Сад 1998, 14-16.
- Сремски добровољци у Првом светском рату, Зборник Завичајног музеја Рума број ИИИ-ИВ, Рума 2001, 159-206.
- Срби су старији но што смо мислили, Јозеф Шафарик, О пореклу Словена, Архив Војводине и Словенски институт, Нови Сад 1998, објављено у часопису Српски Сион, година 110, свеска 1, Сремски Карловци 2001, стране 52-54.
- Бивши Срби црногорски (предато за Летопис Матице српске у Новом Саду и за суботичку 'Лучу', али је прећутано; објављено у ауторовој књизи Старинци и новци, Нови Сад 2000, 81-107, а наћи ће се и у његовој књизи Странпутице српскога питања, припремљеној за штампу).
- Српски добровољци 1912-1918. из Сремских Карловаца, Карловачке новине, број 10, Сремски Карловци јануар 2002, 11-12.
- Храм и свештеници у Змајеву, Гласник, Службени лист Српске православне цркве Београд, број 4/2002, 96-108.
- Ни писмо, ни полемика, Поговор за спис Милорада Предојевића Брскутски инквизитори, Нови Сад 2002, 81-84.
- Три века српске школе, Норма, часопис Учитељског факултета у Сомбору, посвећен 225. годишњици оснивања Учитељске школе у Сомбору, број 10/2003, 45-60).
- Приповест о Алексију Везилићу, Свеске Матице српске број 40, Нови Сад 2003, 55-72.
- Речник непознатих и мање познатих ријечи, М. Предојевић, Пиле Чондола, Београд 2003, 117-127.
- Повијест о Брскуту и Брскућанима, предговор за књигу М. Предојевића Мој Брскут, друго издање, Нови Сад 2004, 7-14.
- Речник туђица и мање познатих ријечи, М. Предојевић Мој Брскут, друго издање, Нови Сад 2004, 301-310.
- Керски именослов 18. века, Ономатолошки прилози Српске академије наука и уметности, Одељење за језик и књижевност - Одбор за ономастику, број 17, Београд 2004, 421-455.
- Страно медицинско особље у српским ослободилачким ратовима 1912-1918, Добровољачки гласник број 25, Београд 2005, 80-86 (објављен је само пропратни текст; преко 700 имена одбачено).
- Српски добровољци из исељеништва у ослободилачким ратовима 1912-1918, Добровољачки гласник број 5, Београд 2005, 193-201.
- Поменик медовских страдалника (Дато за Добровољачки гласник у Београду; још није објављено, а да ли ће, не зна се).
- Српски добровољци из румунског Баната 1914-1918, Темишварски зборник Матице српске број 4, Нови Сад 2006, 211-219.
- Српски добровољци из средишње Бачке 1912-1918 (Дато за Зборник Музејске збирке у Врбасу; још није објављено).
- Српски добровољци из новосадске општине 1912-1918 (Дато за Зборник Музеја града Новог Сада; још није објављено).
- Корени српског добровољаштва (Дато за суботичку “Лучу”, још није објављено).
- Ново доба (у коауторству са Драгољубом Петровићем), “Слово”, часопис за српски језик, књижевност и културу број 12, Никшић 2007, 168-221.
- Ђорђе Натошевић и образовање младих Српкињица, Зборник радова са научно-стручне конференције с међународним учешћем “Здравствено васпитање у савременим основним школама”, Сомбор 2007, 153-162; објављено у ауторовој књизи Странпутице српскога питања, Нови Сад 2007, 313-332).
- Поменик бродоломника са Бриндизија, под Медово, Прилог у књизи: Маријан Миљић - Илир Чапуни, “Медова 1916-2008 - У спомен потопљеним црногорским добровољцима”, Подгорица 2008, 41-57.
- Није добро писати хвалоспеве француским генералима, Српске интернетске новине “Истина”, број 228, Беч 21. септембар 2008.
- Владика Раде и Кучи, Септембра 2008. дато за научни скуп о Петру II Петровићу Његошу, одржан средином марта 2009. у Матици српској у Новом Саду, у оквиру Његошевог одбора; рад није узет у обзир, пошто се његов састављач пријавио не знајући да је то позитивни скуп. Потом је текст дат за Матичин Зборник за историју, али до краја 2009. године није објављен нити је наговештено шта ће се догодити с њим. Како је аутор на самом почетку 2010. године припремио за штампу своју књигу “Црногорска похара Куча”, овај је рад, незнатно измењен, у њу укључен као посебно поглавље под насловом Кучи и владика Раде.
- За истину о српској прошлости од почетка. Саопштење на научном скупу “Фактори односа снага у српско хрватском сукобу”, у организацији Удружења резервних војних старешина Српске Крајине у Србији, Бања Јунаковић, код Апатина, 28-29. новембар 2009; објављено у зборнику Рат за опстанак Срба Крајишника I, Београд 2010, 85-94.
- Војвода Радоња Петров Иликовић Дрекаловић (око 1670-1737)
- Страна медицинска помоћ у српским ослободилачким ратовима 1912-1918. Саопштење на 15. студеничкој академији “800 година српске медицине”, Студеница 9-12. јун 2010.
- Како је 1915. године у Србији угушена епидемија пегавог тифуса. Саопштење на 15. студеничкој академији “800 година српске медицине”, Студеница 9-12. јун 2010.

### Приредио
- Миле Матејин, Ениологија: Енергоинформације бескраја, Нови Сад 1998.
- Ђуро Ћук, Рујишка код Зрмање: Прилог за монографију, Нови Сад 2006.
- Драгољуб Петровић, Зловременик, Подгорица 2011.
- Душанов законик, Текст прилагођен савременом србском језику, Школа гусала Сандић, Београд 2014;
- Марко Миљанов Поповић, Примери чојства и јунаштва, прилагођено савременом србском језику, са предговором, Школа гусала Сандић, Београд 2015;
- Душанов законик, текст прилагођен савременом србском језику, друго издање, са предговором Јована И. Деретића, Београд 2016, стр. 119;
- Весна Веизовић, Србија у фусноти, Београд 2017;
- Марин Барлети, Опсада Скадра 1478 : Срби бране стару престоницу, Нови Сад 2018;
- Марин Барлети, Ђурађ Кастриот Скендербег : Историја и славна дела кнеза епирског, Нови Сад 2018;
- Павле Соларић, Римљани словенског порекла, текст прилагођен савременом србском језику, Нови Сад 2018;
- Милорад Г. Медаковић, Живот и обичаји Црногораца, текст прилагођен савременом србском језику, Београд 2022(?).